# Campionati africani di ciclismo su strada - Cronometro femminile Juniors
La Cronometro femminile Juniors è uno degli eventi disputati durante i Campionati africani di ciclismo su strada. Per la prima volta fu corsa nel 2013. A eccezione del 2014 e del 2020, la corsa è stata disputata annualmente.

## Albo d'oro
Aggiornato all'edizione 2023.
| Anno | Vincitore                  | Secondo                    | Terzo                     |
| ---- | -------------------------- | -------------------------- | ------------------------- |
| 2013 | Heidi Dalton               | Monique Gerber             | Ebtissam Zayed Ahmed      |
| 2014 | non disputata              | non disputata              | non disputata             |
| 2015 | Frances Du Toit            | Lynette Benson             | Skye Davidson             |
| 2016 | Donia Rashwan Mahmoud      | non conosciuta (bandiera)  | non conosciuta (bandiera) |
| 2017 | Kasahun Tsadkan Gebremedhn | Hailu Zayd Haftu           | Okorie Jacintavidson      |
| 2018 | Desiet Kidane              | Kasahun Tsadkan Gebremedhn | Zayid Hailu               |
| 2019 | Trhas Teklehaymanot        | Danait Tsegay              | Brkti Fseha               |
| 2020 | non disputata              | non disputata              | non disputata             |
| 2021 | Chanté Olivier             | Hapepa Eliwa               | Nesrine Houili            |
| 2022 | Caitlin Thompson           | Raja Chakir                | Saron Tekie               |
| 2023 | Siham Bousba               | Malak Mechab               | Alemu Keno                |

## Medagliere
| Pos.   | Nazione   | Oro | Argento | Bronzo | Totale |
| ------ | --------- | --- | ------- | ------ | ------ |
| 1      | Sudafrica | 4   | 2       | 0      | 6      |
| 2      | Etiopia   | 2   | 2       | 1      | 5      |
| 3      | Eritrea   | 1   | 1       | 2      | 4      |
| 4      | Egitto    | 1   | 1       | 1      | 3      |
| 4      | Algeria   | 1   | 1       | 1      | 3      |
| 6      | Marocco   | 0   | 1       | 0      | 1      |
| 7      | Zimbabwe  | 0   | 0       | 1      | 1      |
| 7      | Nigeria   | 0   | 0       | 1      | 1      |
| 7      | Kenya     | 0   | 0       | 1      | 1      |
| Totale | Totale    | 9   | 8       | 8      | 25     |